# آدولف پینر
آدولف پینر(به آلمانی: Adolf Pinner) شیمیدان آلمانی بوده که عمده شهرت وی به دلیل کشف ساختار نیکوتین و کشف واکنش پینر است.